# TTC indeland Jülich
TTC indeland Jülich (voorheen TTC Jülich) is een Duitse tafeltennisclub uit Jülich die in 1948 werd opgericht. Haar hoogste mannenteam speelt sinds 1977 onafgebroken in de hoogste tafeltenniscompetitie van Duitsland, de Bundesliga. Het won in 1984 de European Club Cup of Champions (de Europa Cup I) en schreef in 1990, 1993 en 1999 de ETTU Cup (Europa Cup II) op haar naam.
De mannen van Jülich behaalden naast hun drie ETTU Cup-overwinningen nog twee finales in dit toernooi. Ze verloren de eindstrijd in 1991 van het Zweedse Falkenbergs BTK en in 1994 van hun landgenoten van VfB-TT im Lübeck.

Jülich kwalificeerde zich het vaakst voor de play-offs in de Bundesliga van alle teams die nooit het landskampioenschap wonnen. Alle andere clubs in de top-5 van meest gespeelde play-off wedstrijden (TTC Zugbrücke Grenzau, Borussia Düsseldorf, ATSV Saarbrücken en TTF Liebherr Ochsenhausen) wonnen minimaal één landstitel.

## Prijzenkast
- Winnaar European Club Cup of Champions (voorloper van de European Champions League): 1983/84 (als Simex Jülich)
- Winnaar ETTU Cup: 1990, 1993 en 1999
- Winnaar Duitse nationale beker: 1982/83

## Selectiespelers
Onder meer de volgende spelers speelden minimaal één wedstrijd voor het vertegenwoordigende team van TTC indeland Jülich:
| - Oliver Alke - Stellan Bengtsson - Miroslav Broda - Vladislav Broda - Ulf Carlsson - Florian Cnudde - Christian Dreher - Andreas Fejer-Konnerth - Zoltan Fejer-Konnerth - Hans-Jürgen Fischer - Ake Grönlund - Liu Guoliang - Frank Heggenberger | - Lars Hielscher - Chen Hongyui - Engelbert Hüging - Lauric Jean - Trinko Keen - Thomas Keinath - Erik Lindh - Lu Lin - Kong Linghui - Wang Liqin - Adel Massaad - Dragos Olteanu - Ewout Oostwouder - Milan Orlowski | - Krystof Piechaczek - Michael Plum - Carl Prean - Liang Qiu - Thomas Roßkopf - Jörg Roßkopf - Jean-Michel Saive - Philippe Saive - Daniel Seemiller - Laurens Tromer - Wang Hao - Wang Tao - Ma Wenge - Jianhua Yang |